# Окружни путеви у Немачкој
Окружни путеви су категорија пута у Немачкој, који омогућавају саобраћај између градова и села унутар једног округа или између два суседна округа. По реду важности, окружни путеви су испод државних путева (у Баварској и Саксонији), а изнад општинских путева. 
Окружни путеви су обично у надлежности одговарајућег руралног или урбаног округа, са изузетком главних улица кроз веће градове и села. Обично имају две траке, али у неким случајевима, у густо насељеним подручјима, су изграђени са дуплим коловозом и ограниченим приступом.